# Melito di Porto Salvo
Pour les articles homonymes, voir Melito et Salvo (homonymie).
Melito di Porto Salvo est une commune italienne de la province de Reggio de Calabre, dans la région Calabre.
Au départ, prolongation en bord de mer du bourg de Pentedattilo, pour surveiller la mer.
Après le tremblement de terre de 1783, beaucoup d'habitants de Pentidattilo descendirent à Melito, dont la population n'a pas cessé de grandir.
Au début du XXe siècle, c'était le centre de la culture de la bergamote et du jasmin.
Aujourd'hui, les plages en font une agréable cité balnéaire, chargée d'histoire et de traditions.

## Administration
| Période                                  | Période | Identité | Étiquette | Qualité |
| ---------------------------------------- | ------- | -------- | --------- | ------- |
|                                          |         |          |           |         |
| Les données manquantes sont à compléter. |         |          |           |         |

### Communes limitrophes
Montebello Ionico, Roghudi, San Lorenzo.